# Hořín (zámek)
Hořín je barokní zámek s hospodářským areálem ve stejnojmenné obci v okrese Mělník ve Středočeském kraji. Zámek obklopuje rozsáhlý zámecký park o velikosti cca 10 ha. Zámek spolu s areálem a zámeckým parkem jsou chráněny jako kulturní památka. Po Sametové revoluci zámek s okolními pozemky restituovali mělničtí Lobkowiczové. V roce 2024 Jiří Lobkowicz zámek prodal.

## Historie
Původní barokní lovecký zámeček nechal vybudovat Heřman Jakub hrabě
 Černín z Chudenic roku 1696 podle návrhu architekta Giovanni Battisty Alliprandiho. Zámeček vyzdobili malíři F. M. a Antonín Schifferovi. U zámku byla také zřízena zahrada s kašnou. V roce 1705 byly přistavěny stáje s jízdárnou. Po smrti Heřmana Jakuba Černína v roce 1710, zámeček zdědil jeho syn František Josef. Jeho poručnicí byla jeho sestra Marie Markéta, provdaná za Františka Josefa hraběte z Valdštejna. František Josef Černín nechal mezi roky 1713–1720 zámeček přebudovat podle návrhu Františka Maxmiliána Kaňky. Po jeho náhlé smrti v roce 1733 se vdova Marie Isabela, rozená markraběnka z Westerloo, provdala za jeho bratra Františka Antonína. Nový majitel nechal zámek v letech 1736–1746 opět přestavět podle projektu Jana Christiana Spannbruckera, jenž ke stavbě doplnil dva pavilóny spojené se zámeckým objektem pomocí diagonálních koridorů. Dále Spannbrucker vyprojektoval také hospodářské budovy, pomocí nichž uzavřel zámecké nádvoří. František Antonín v roce 1739 zemřel, ale ve své poslední vůli manželce ukládal, aby stavbu zámku dokončila v plném rozsahu. Zvláště zdůrazňoval stavbu zámecké kaple sv. Jana Nepomuckého. Ve stavbě se pokračovalo až do roku 1742, kdy Jan Christian Spannbrucker zemřel. Přestavbu zámecké kaple byla svěřena Anselmu Luragovi. O vnitřní výzdobu kaple se postarali sochař Bernardo Spinetti, který současně s kaplí zdobil štukaturou Černínský palác v Praze, a kameník Josef Lauerman, který podle Luragova návrhu vytvořil hlavní oltář. V roce 1746 dodal sochy pro hlavní i oba postranní oltáře Ignác František Platzer. Truhlář Jan Bendl vytvořil lavice s kazatelnou a pozlacovač Jan Georgio Schmidt se postaral o pozlacovačské práce. O rok později byla kaple vysvěcena. Stavební práce dle plánu byly dokončeny okolo roku 1750, poté se zámek stal dědictvím dcery Františka Antonína a Marie Isabely, Marie Ludmily z Černína. Zámek byl součástí jejího věna, když se provdala za Augusta Antonína knížete z Lobkovic, čímž přešel do majetku Lobkowiczů, jimž patřil až do roku 1948. Svatba se konala v zámecké kapli v Hoříně 16. září 1753.
V letech 1760–1763 byly upraveny vnitřní prostory zámku, kdy byly vyzdobeny dva tzv. Kamenné pokoje v přízemí. Štukatérskou výzdobu provedl Carlo Giuseppe Bossi, člen naturalizované štukatérské rodiny pocházející z Porta. Krajinomalby na stěnách vytvořil Ondřej Pečina. V letech 1766–1767 byla dokončena knihovna. Práce na ní provedl malíř a pozlacovač z Mělníka Josef Antonín Dittmann. Rokoková kamna na zámku zhotovil hrnčíř Josef Züng a většinu nábytku dodal místní hořínský truhlář Jiří Skalník. Poslední stavební změny byly provedeny na sklonku 18. století. Na zahradním průčelí byl přistavěn nízký tympanon a uvnitř zámku bylo přistavěno schodiště. Tyto změny však výrazně nezasáhly do Spannbruckerova původního návrhu, proto hořínský zámek patří k nejzachovalejším objektům slučujícím prvky pozdního baroka s raným rokokem. „Kamenné pokoje“ pak představují nejvyzrálejší rokokové prostory v Čechách.
Za druhé světové války byl zámek německými okupanty převzat do nucené správy. Po válce byl v roce 1948 znárodněn. Bylo do něj umístěno školicí centrum a později internát zemědělského učiliště. Od znárodnění zámek vlivem neúdržby chátral. Po roce 1989 byl navrácen mělnické větvi rodiny Lobkowiczů. Otakar Lobkowicz, který na zámku vyrůstal, předal majetek synovi Jiřímu (* 1956) v roce 1993.
Na přelomu tisíciletí byly v zámku nájemní byty, poté prázdný zámek opět chátral. V roce 2013 Jiří Lobkowicz představil rezidenční projekt The Royal Mělník Park za sedm miliard korun, jehož dominantou měl být právě zámek Hořín. Plány se však neuskutečnily a nedošlo ani na rekonstrukci zámku. Jiří Lobkowicz v roce 2022 zámek spolu s celým areálem nabídl k prodeji. Od srpna 2024 je novým majitelem společnost Zámek Hořín s. r. o.

## Popis
Zámecký areál je tvořen komplexem budov seskupených kolem dvora se středovou zámeckou budovou. Hlavní trojkřídlá budova zámku s mansardovou střechou má tři nadzemní patra a sklep. Nachází se zde zámecká kaple sv. Jana Nepomuckého s cennou uměleckou výzdobou. V areálu se dále nacházejí dvě menší hospodářské budovy (garderoba, stáje) a kolem se nachází park se základy romantické zříceniny, která byla zničena během povodní. V parku je také ruina mlýna, zahradnictví, skleníky, oranžerie a hájovna.

## Ve filmu
V areálu zámku se natáčely následující filmy:
- Posel úsvitu (1950, režie Václav Krška)[7]
- Svatba upírů (1993, režie Jaroslav Soukup)[5]
- Na západní frontě klid (2022, režie Edward Berger)[8]

## Galerie

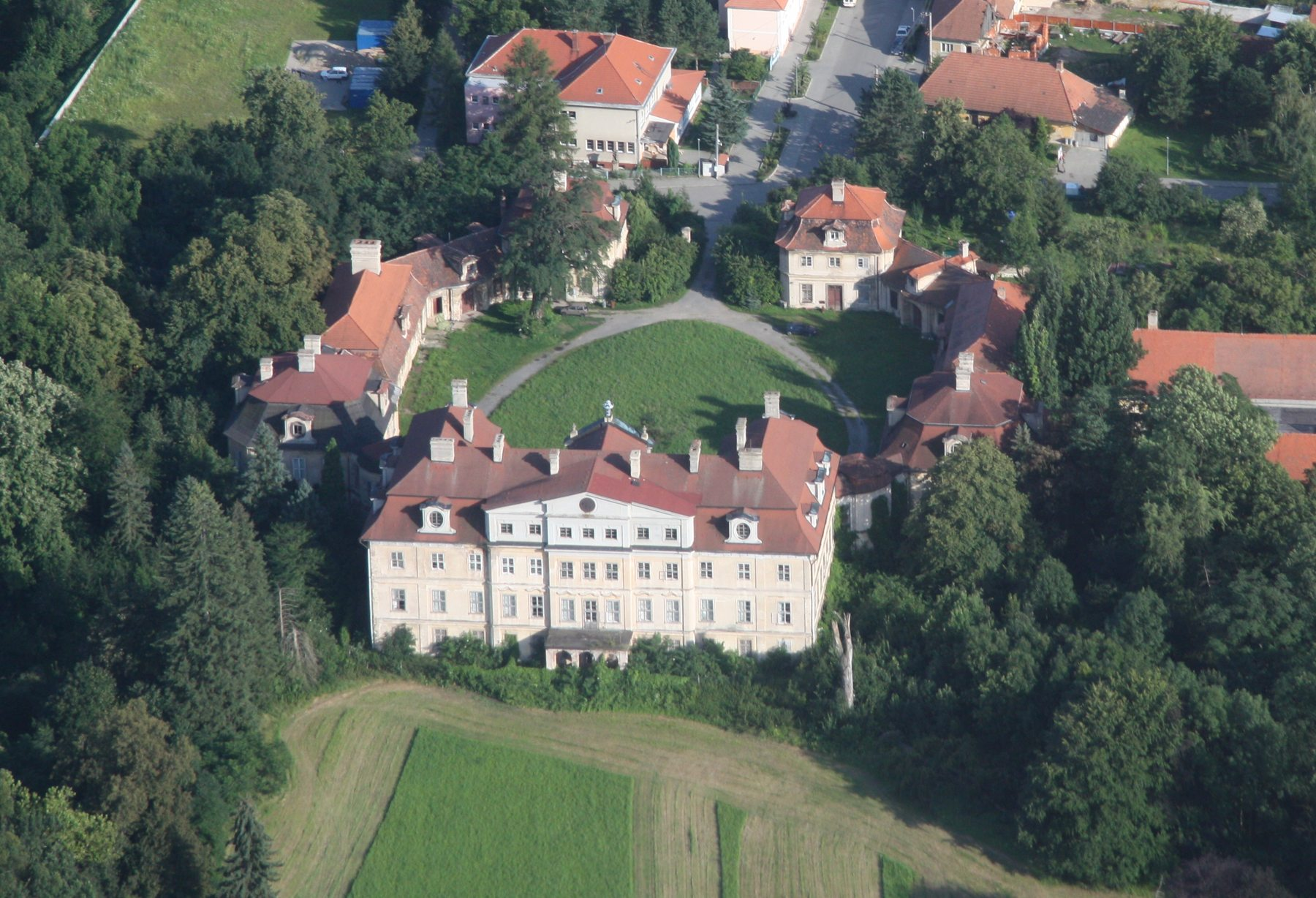
Pohled na areál (2009)
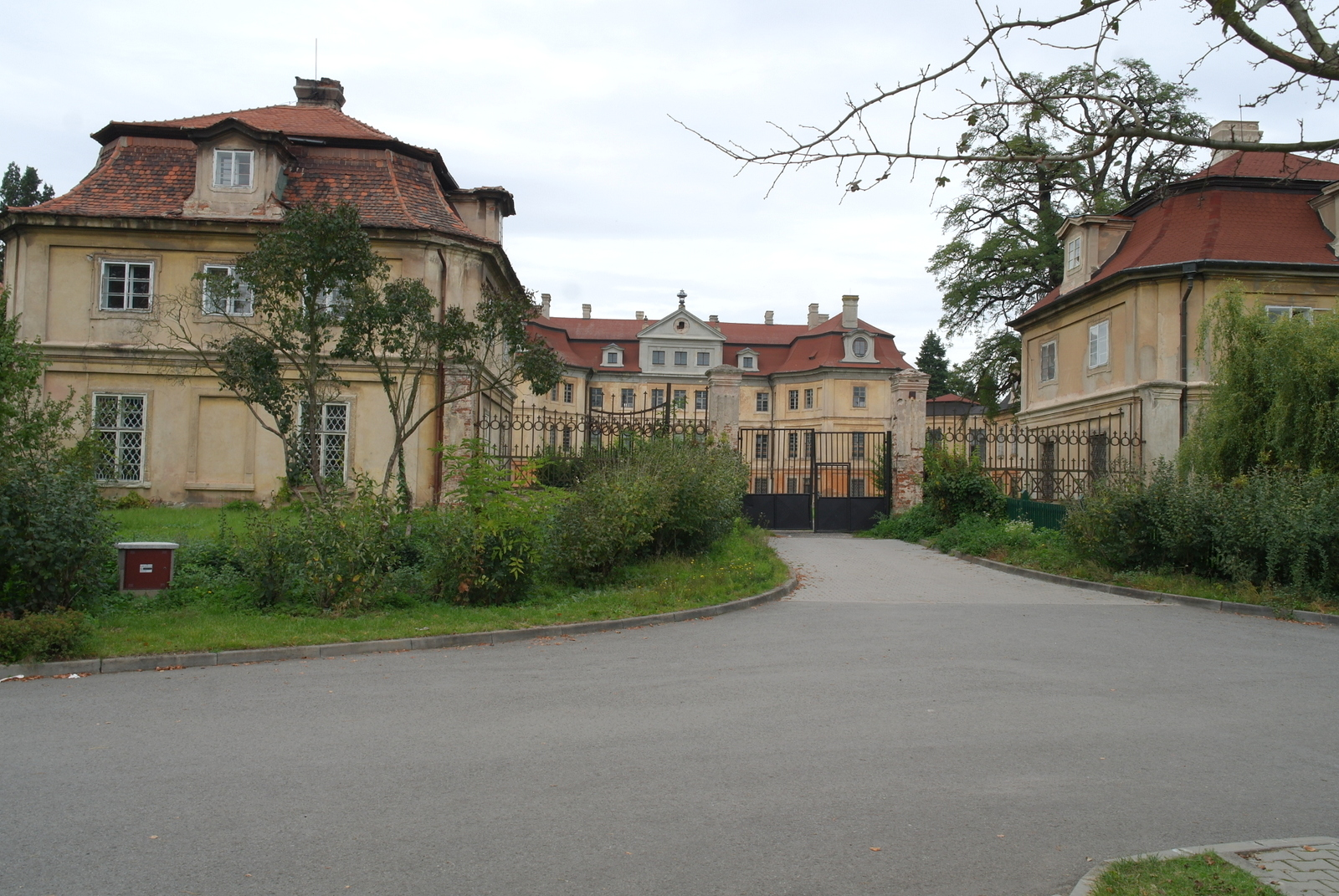
Zámek Hořín (2012)
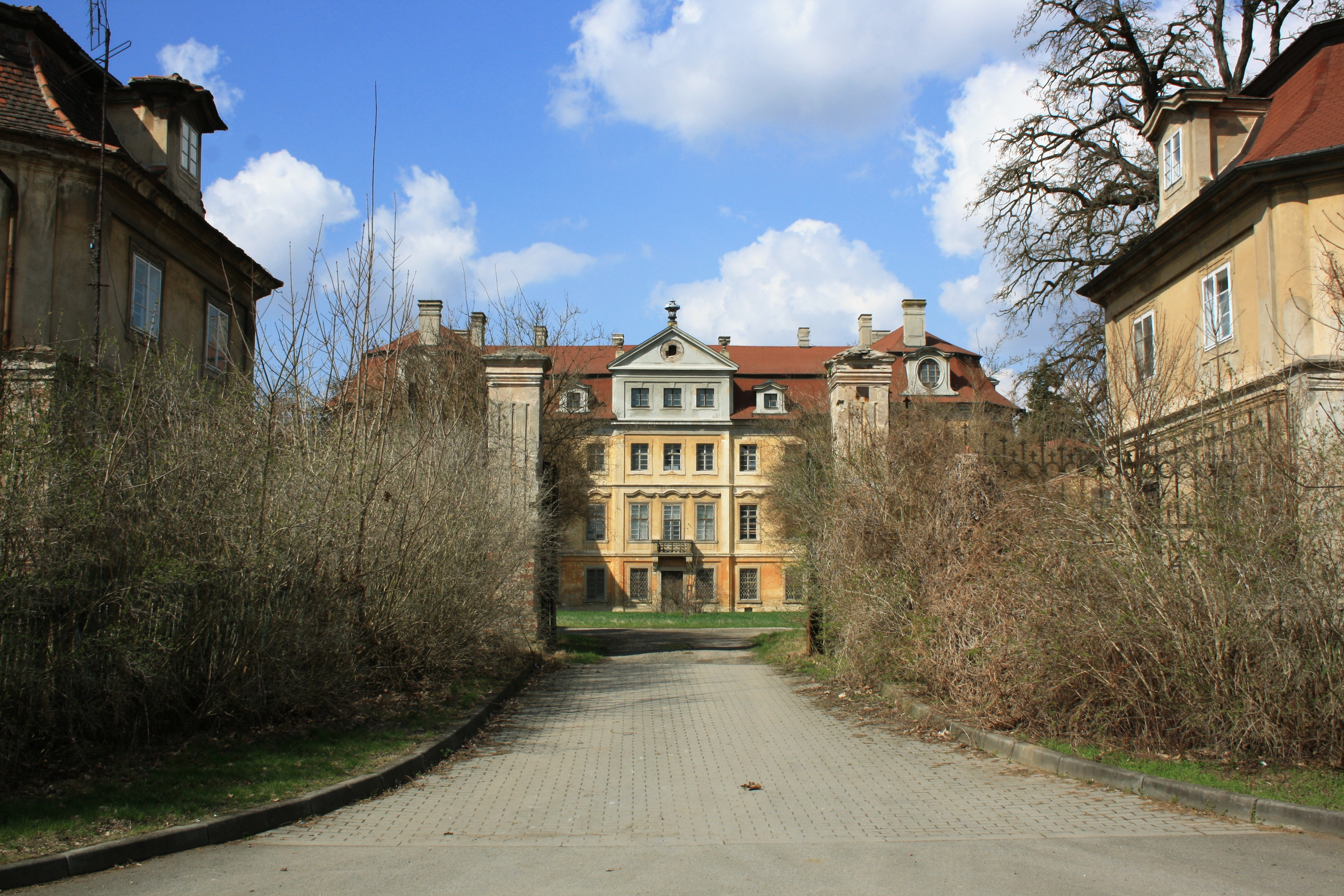
Zámek Hořín (2012)
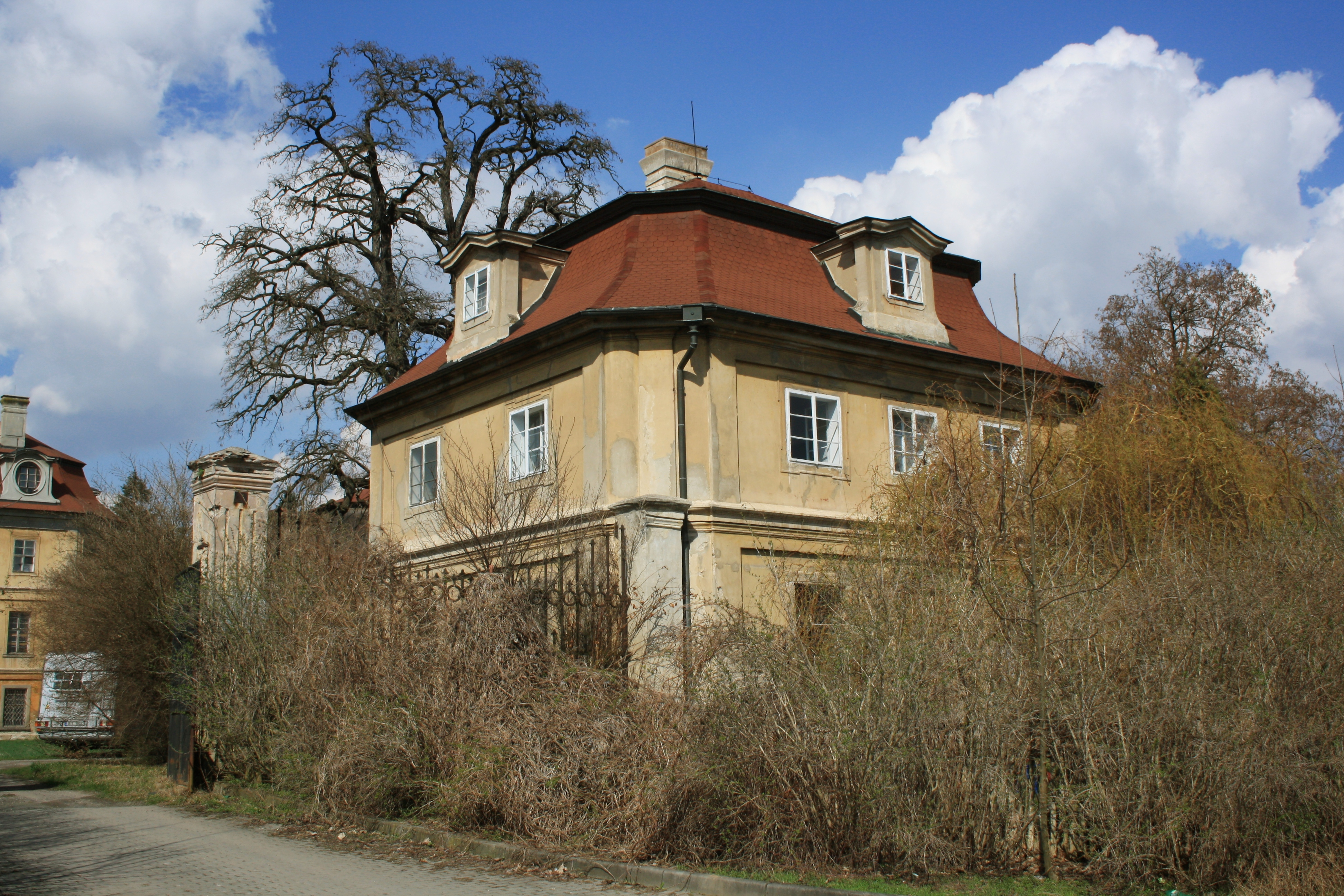
Hospodářská budova v areálu (2010)
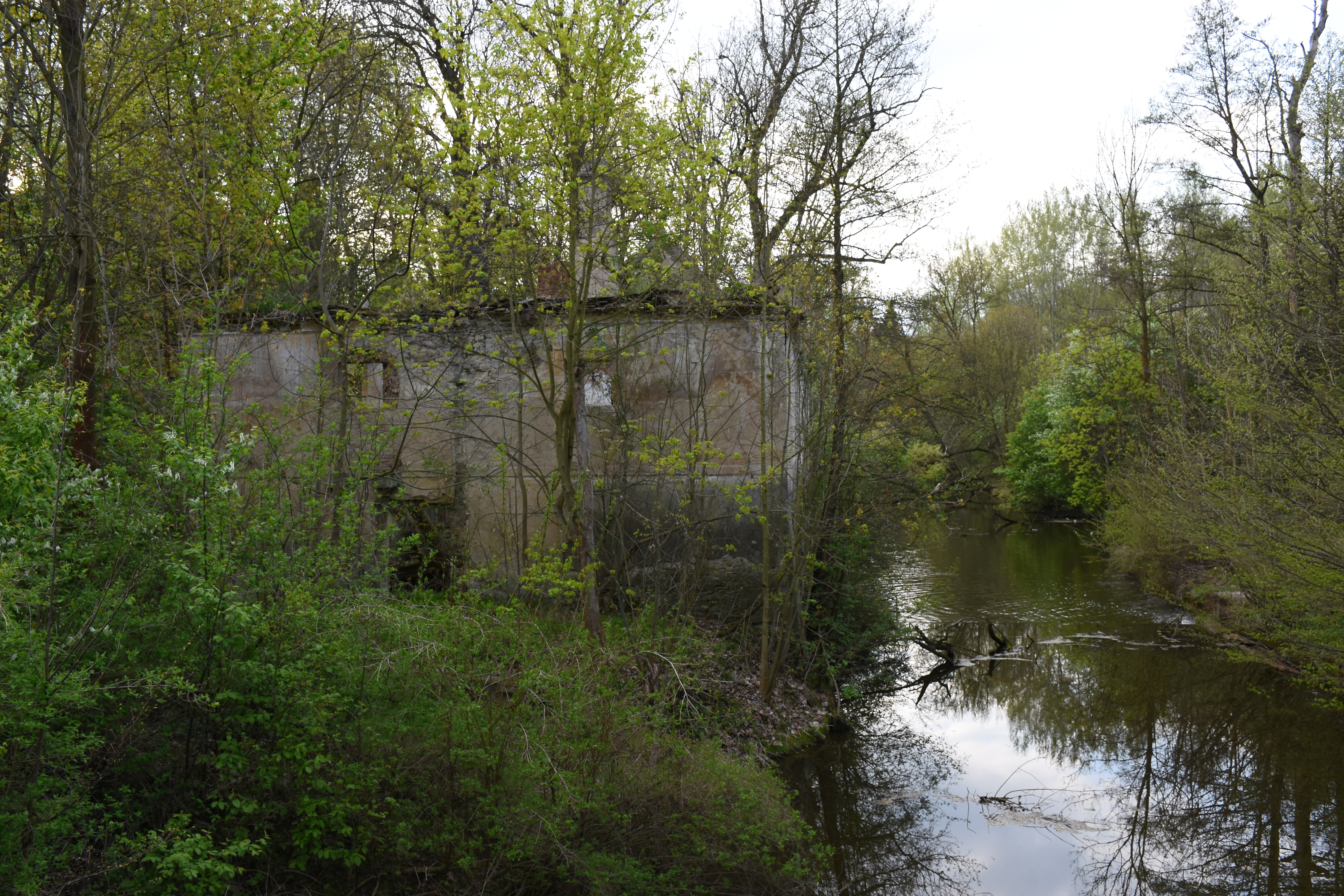
Ruina zámeckého mlýna (2017)